# 小行星2514
小行星2514（2514 Taiyuan），又称为太原星，是由紫金山天文台在1964年10月8日发现的主带小行星。
該小行星以山西省的省会太原市命名。